# Authority Zero
Authority Zero - панк рок гурт з міста Меса, штат Аризона.

## Історія гурту
Після досить вдалих продажів їх EP на території Аризони, вони випустили дебютний альбом A Passage In Time (Потяг в часі) в 2002 на лейблі Lava Records. Альбом вийшов дуже оригінальним та включав в себе як «класичний» панк-рок, так і регі з іспанськими та португальськими мотивами. Хітами з цього альбому стали пісні One More Minute та Over Seasons.
В 2004 на тому ж лейблі випущений альбом Andiamo (в перекладі з італійської — Ми Йдемо). В цьому альбомі були присутні більш явні політичні мотиви, пісні Revolution і Mexican Radio були направлені проти вторгнення військ США в Ірак та увійшли в збірку Rock Against Bush.
У 2005 на лейблі Suburban Noize Records вийшов "живий" альбом Rhythm And Booze (Ритм і Пьянка) з найкращими хітами гурту, зіграними в акустичному виконанні. 30 січня 2007, вже на власному лейблі Zero Crew Records, виходить альбом 12:34.
22 липня 2010 гурт випустив новий альбом «Stories of Survival». 2 квітня 2013 року Authority Zero випустили 5-й студійний альбом — The Tipping Point. Альбом, в порівнянні з попередніми, відрізняється більш мелодійними та серйозними піснями.

## Склад гурту
Поточні учасники
- Джейсон ДеВор (Jason DeVore) – ведучий вокал (1994–дотепер)
- Майк Сперо (Mike Spero) – бас-гітара (2013–дотепер)
- Кріс Даллі- ударні (2015–дотепер)
- Брендон Ланделіус -- гітара (2011-2015, 2022-дотепер)

Колишні учасники
- Шон Селлерс (Sean Sellers) – ударні (2012–2015)
- Білл Маркс (Bill Marcks) – гітара (1994-2008)
- Джері Дуглас (Jerry Douglas) – гітара (1994-1999)
- Зак Фогель (Zach Vogel) – гітара (2008-2011)
- Джеремі Вуд (Jeremy Wood) – бас-гітара (1995-2006, 2009-2013)
- Дін Фармер (Dean "DJ" Farmer) – бас-гітара (2006-2009)
- Дж. В. Гордон (J. W. Gordon) – ударні (1994-1996)
- Даніель Гарсія (Daniel Garcia) – ударні (1996-1999)
- Джим Вілкокс (Jim Wilcox) – ударні (1999-2012)
- Кріс Бартоломю (Chris Bartholomew) – ударні (2012)
- Брендон Ланделіус (Brandon Landelius) – гітара (2011–2015)

Схема

## Дискографія

### Студійні альбоми
| 2002                                       | A Passage in Time - Реліз: 10 вересня 2002 - Лейбл: Lava/Atlantic - Формат: CD                                  | 30 |
| 2004                                       | Andiamo - Реліз: 29 червня 2004 - Лейбл: Lava - Формат: CD                                                      | 24 |
| 2007                                       | 12:34 - Реліз: 30 червня 2007 - Лейбл: Big Panda - Формат: CD                                                   | 40 |
| 2010                                       | Stories of Survival - Реліз: 22 червня 2010 - Лейбл: Suburban Noize Records/Viking Funeral Records - Формат: CD | 5  |
| 2013                                       | The Tipping Point - Реліз: 2 квітня 2013 - Лейбл: Hardline Entertainment - Формат: CD                           | 15 |
| "—" означає, що альбом не потрапив у чарт. | |    |

### Інше
- 2005: '(And) I Am Zero - (DVD) виданий 2005 *produced by Zach Yoshioka of Ballistic Entertainment*
- 2005: Rhythm and Booze - (Live Acoustic Compilation Album) перевиданий 27 червня 2006
- 2012: Less Rhythm, More Booze - (Live Acoustic CD/DVD)

### Музичні відео
- Over Seasons (2002)
- One More Minute (2002)
- Revolution (2004)
- Painted Windows (2004)
- The Bravery (2007)
- No Regrets (2007)
- Sirens (2008)
- Get It Right (2010)
- Big Bad World (2011)
- Today We Heard The News (2013)

### Демо
- 1999: Live Your Life
- 2001: Patches in Time

## Появи в інших медіа
- Композиція "A Passage in Time" з'являється у відеогрі Project Gotham Racing 2
- Композиція "A Passage in Time" використовується професійним реслером Takeshi Rikio, як вступна пісня з 2005.
- Композиція "Everyday" з'являється у відеогрі Tony Hawk's Underground.
- Композиція "Revolution" з'являється на збірці Fat Wreck Chords Rock Against Bush, Vol. 1 та у відеогрі MX vs. ATV Unleashed.
- Композиція "Revolution" з'являється в епізоді серіалу "Смолвіль" у 4 сезоні.
- Демо-версія пісні "Solitude" з'являється на 2003 Vans Warped Tour Compilation.
- Композиції "12:34" та "On Edge" присутні у відеогрі MX vs. ATV Untamed.
- Композиція "La Surf" з'являється у фільмі "Grind"
- Композиція "No Regrets" з'являється у збірці "Supporting Radical Habits, vol 2" CD.
- "No Regrets" присутня як одна з 20 пісень, що можна безкоштовно завантажити з Rock Band 2.
- Композиція "Sirens" з'являється у документальному байк-фільмі New World Disorder 9.
- Композиції "Taking on the World" та "Madman" використовувались у першому сезоні байк-шоу Stund.
- Акустична версія пісні "Big Bad World" з'являється на "The Edge 103.9 - Acoustic Live and Rare 2008". Пісня до цього не видавалась.